# Val Squaranto
La Valle di Squaranto, o semplicemente Val Squaranto, è una valle della provincia di Verona, la terza più lunga dopo la Val Lagarina e la Val d'Illasi.
La valle sfocia in pianura Padana nei pressi di Verona, il primo tratto del suo percorso è nelle colline veronesi, dove attraversa le località di Montorio Veronese, Mizzole e Pigozzo (la cosiddetta valle bassa). La valle poi inizia il percorso all'interno dell'altopiano della Lessinia separando i subaltopiani di Erbezzo e di Velo Veronese. In questa zona ci sono i comuni di Cerro Veronese (770 m), Roverè Veronese (843 m). e Bosco Chiesanuova (1106 m).
L'alta Val Squaranto è divisa tra i comuni di Bosco ed Erbezzo, vi si trovano tre località principali: Maregge (1264 m). con l'Oratorio affrescato, intitolato a San Michele Arcangelo, consacrato nel 1725, Tracchi (1335 m). e la stazione sciistica San Giorgio (1510 m), la valle termina infine al Passo Castel di San Giorgio (1806 m).